# Plac Meskel

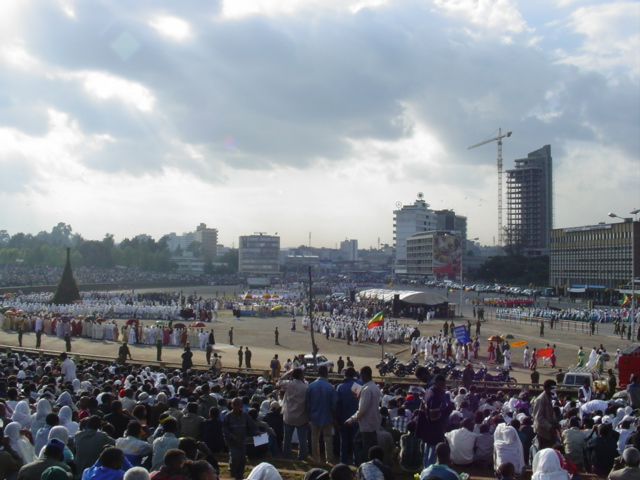
Festiwal Meskel

Plac Meskel – plac miejski w Addis Abebie, stolicy Etiopii. Plac jest miejscem publicznych zgromadzeń oraz demonstracji. Odbywa się na nim Festiwal Meskel od którego plac bierze swą nazwę. 
Festiwal obchodzony jest 17 Meskerem według kalendarza etiopskiego (27 września według kalendarza gregoriańskiego). W języku gyyz Meskel znaczy krzyż i festiwal upamiętnia odnalezienie przez Świętą Helenę relikwii Krzyża Pańskiego. 